# Beuca
Beuca é uma comuna romena localizada no distrito de Teleorman, na região de Muntênia. A comuna possui uma área de 24.90 km² e sua população era de 1508 habitantes segundo o censo de 2007.